# Саади, Отман
Отман Саади (араб. عثمان سعدي‎; 1930, Тебесса — 30 ноября 2022, Алжир) — алжирский писатель, дипломат и политик.

## Биография
Саади вступил в Партию алжирского народа, а затем во Фронт национального освобождения (FLN). Он бросил французскую школу после Алжирского восстания. Он окончил Институт Абдельхамида Бен Бадиса в Константине в 1951 году и впоследствии получил лиценциат Каирского университета в 1956 году, степень магистра в Багдадском университете в 1979 году и докторскую степень в Алжирском университете 1 в 1986 году.
После службы в Национально-освободительной армии в Каире Саади стал главой дипломатической миссии Алжира в Кувейте, а затем был временным поверенным в делах в Каире с 1968 по 1971 год. Затем он работал дипломатом в Багдаде с 1971 по 1974 год и в Дамаске с 1974 по 1977 год.
Саади был избран в Национальную народную ассамблею в 1977 году от избирательного округа Тебесса как член Фронта национального освобождения. Служил до 1982 года.
Осман Саади умер в городе Алжире 30 ноября 2022 года.